# 3780 Maury
3780 Maury este un asteroid din centura principală, descoperit pe 14 septembrie 1985, de Edward Bowell.